# Gyaritus siamensis
Gyaritus siamensis là một loài bọ cánh cứng trong họ Cerambycidae.